# Cherchez la femme (film, 2017)
Pour les articles homonymes, voir Cherchez la femme.
Pour plus de détails, voir Fiche technique et Distribution.
Cherchez la femme est une comédie française réalisée par Sou Abadi, sortie le 28 juin 2017.
Le scénario tourne autour d'un couple d'étudiants français, Armand et Leïla. Lorsque le grand frère de cette dernière, Mahmoud, revient radicalisé d'un long séjour au Yémen, il surveille les fréquentations de sa sœur et s'oppose à sa relation avec Armand. Pour continuer à voir Leïla, Armand se fait passer pour une amie musulmane en portant le voile intégral et en se faisant appeler Schéhérazade, ce qui ne va pas laisser Mahmoud indifférent.

## Synopsis
Armand (Félix Moati) et Leïla (Camélia Jordana) sont deux étudiants de Sciences Po qui vivent le parfait amour, en dépit du fait qu'Armand est réticent à parler de sa relation avec Leïla à ses parents, Darius et Mitra Yaghmaian (Miki Manojlović et Anne Alvaro), deux intellectuels iraniens ayant fui le régime islamique de l'ayatollah Khomeini et qui, en dépit de leurs profondes convictions féministes et réformistes, préfèrent arranger pour leur fils un mariage avec une jeune fille issue de bonne famille. Armand et Leïla souhaitent tous les deux partir à New York pour effectuer leur stage de fin d'études au siège de l'Organisation des Nations unies.
Cependant, un obstacle de taille se dresse bientôt sur leur route. En allant chercher son frère Mahmoud (William Lebghil) en compagnie de son frère cadet Sinna (Carl Malapa), Leïla découvre avec stupeur que durant un séjour de dix mois au Yémen, il s'est radicalisé et est désormais pétri de l'idéologie musulmane conservatrice des Frères musulmans. Une cohabitation maladroite s'installe alors entre Leïla et Sinna, habitués à vivre selon les habitudes culturelles françaises et laïques d'un côté, et Mahmoud, qui souhaite ramener sa famille dans ce qu'il pense être le droit chemin de l'autre, appuyé par ses amis Abdoullah (Sâm Mirhosseini), Mustafa (Oussama Kheddam) et Fabrice (Oscar Copp). Lorsque Mahmoud surprend Leïla et Armand en train de s'embrasser, il violente Armand et interdit désormais à Leïla de sortir seule.
Sur les conseils d'un réfugié afghan dont l'association à laquelle Armand appartient s'occupe, le jeune homme décide de revêtir une burqa pour se faire passer pour une jeune musulmane intégriste, Schéhérazade, et ainsi se rendre à l'appartement de Leïla. Le stratagème fonctionne et, sous couvert de donner à Schéhérazade des leçons de français, Leïla parvient à continuer à voir son petit ami. Armand décide alors de perfectionner son travestissement : il achète des vêtements sur mesure, se maquille légèrement et se documente sur la religion islamique afin de continuer à donner le change auprès de Mahmoud. Leïla compte également convaincre Mahmoud de laisser Schéhérazade s'occuper de l'éducation religieuse de leur frère Sinna plutôt que de l'envoyer au Yémen comme le souhaite Mahmoud.
Si le stratagème fonctionne et donne lieu à nombre de situations cocasses, comme Armand croisant sa mère dans le bus alors qu'il est déguisé en Schéhérazade, s'attirant la réprobation de la féministe Mme Yaghmaian ou des policiers faisant remarquer à Armand que son travestissement enfreint la loi, il a également une fâcheuse conséquence tout à fait inattendue : Mahmoud s'éprend de Schéhérazade et de sa "pureté d'âme" et se met en tête de l'épouser. Lorsqu'il fait part de son projet à Schéhérazade, celle-ci n'a d'autre choix que de mentir et de prétendre que son père l'a promise à son propre cousin, une décision irrévocable. Mahmoud s'en attriste mais décide de ne pas se laisser abattre. Il demande à ses amis de suivre Schéhérazade pour découvrir où elle habite et ainsi rendre visite à son père pour le convaincre de changer d'avis.
Il devient de plus en plus compliqué pour Leïla et Armand de maintenir leur relation secrète. Un soir, Sinna surprend une conversation téléphonique entre sa sœur et Armand, qu'elle appelle Schéhérazade pour plaisanter, et en entendant les mots d'amour entre ce qu'il pense être deux femmes, Sinna se persuade qu'elles se livrent au lesbianisme. Par ailleurs, la présence d'une femme voilée dans le très chic XVIe arrondissement de Paris, où vit Armand avec ses parents, ne passe pas inaperçue et attire les soupçons du voisinage, M. et Mme Yaghmaian étant persuadés que cette femme est un agent du régime iranien. De plus, les parents d'Armand découvrent les nombreux ouvrages sur l'Islam qu'Armand s'est procuré pour parfaire son déguisement et pensent que leur fils s'est converti à l'Islam.
La supercherie finit par être révélée lorsqu'Armand rentre à son appartement encore déguisé en Schéhérazade à la stupéfaction de ses parents, qui décident alors d'intervenir pour permettre à Leïla de se libérer du joug de son frère, au grand dam d'Armand qui préférait faire les choses discrètement. Schéhérazade annonce à Mahmoud que son père est prêt à le rencontrer. Une cérémonie est montée de toutes pièces à l'aide des réfugiés dont s'occupent Armand et Leïla et des amis militants des Yaghmaian. Au cours de celle-ci, Mme Yaghmaian, une amie de celle-ci et Leïla s'enfuient, déguisées sous une burqa, pour retrouver Armand à l'aéroport afin que les deux amoureux s'envolent pour les États-Unis. Pendant ce temps, les hommes ont la tâche de retenir Mahmoud et de lui faire abandonner son projet de se marier avec Schéhérazade, exigeant de lui sa conversion au chiisme et une dot absurde de cent chameaux. Cependant, Mahmoud accepte tout et découvre, enragé, que Schéhérazade n'est pas là. Il pense alors qu'elle est à l'aéroport et se lance à sa poursuite, suivis par M. Yaghmaian et tous les autres hommes.
Plutôt que de s'enfuir purement et simplement, Armand décide d'assumer son mensonge auprès de Mahmoud. Alors que ce dernier vient d'arriver à l'aéroport, Armand revêt pour une dernière fois le déguisement de Schéhérazade et explique à Mahmoud qu'il s'est épris d'une personne qui n'existe pas, révélant ensuite qu'il n'est qu'un jeune homme. Mahmoud manque de s'en prendre à Armand, mais Leïla intervient et lui explique que le responsable de cette situation ubuesque n'est autre que Mahmoud lui-même, à cause de son idéologie radicale qui a empoisonné les relations familiales. Lorsqu'Armand affirme qu'il aime Leïla comme Mahmoud a aimé Schéhérazade, Mahmoud consent à laisser les deux amoureux partir, son idéologie s'étant adoucie au contact de Schéhérazade et de sa connaissance d'un Islam plus poétique que celui qu'on lui a enseigné. Tous voient l'avion d'Armand et Leïla décoller et Mme Yaghmaian décide de prendre en charge l'éducation de Mahmoud.

## Fiche technique
Sauf indication contraire, les informations mentionnées dans cette section peuvent être confirmées par les bases de données cinématographiques IMDb, Allociné et Unifrance,  présentes dans la section « Liens externes ».
- Titre original : Cherchez la femme[1]
- Réalisation : Sou Abadi
- Scénario : Sou Abadi
- Musique : Jérôme Rebotier
- Photographie : Yves Angelo
- Montage : Virginie Bruant
- Son : François Waledisch (tournage), Aymeric Devoldère (montage son), Florent Lavallée (mixage)
- Décors : Denis Gautelier
- Costumes : Justine Pearce
- Conception du générique de début : Olivier Klein
- Production : Michaël Gentile
- Sociétés de production : The Film et Mars Films, en coproduction avec France 2 Cinéma, en association avec les SOFICA Manon 6 et Manon 7
- Société de distribution : Mars Films [France)
- Budget : 3,6 M€
- Pays de production :  France
- Langues originales : français, arabe et persan
- Format : couleurs - 2,35:1
- Genre : comédie
- Durée : 88 minutes
- Dates de sortie : 
  - France : 15 juin 2017 (Festival de Cabourg) ; 28 juin 2017 (sortie nationale)
  - Belgique : 2 août 2017

## Distribution
Sauf indication contraire, les informations mentionnées dans cette section peuvent être confirmées par les bases de données cinématographiques IMDb et Allociné,  présentes dans la section « Liens externes ».
- Félix Moati : Armand
- Camélia Jordana : Leila
- William Lebghil : Mahmoud
- Anne Alvaro : Mitra Yaghmaian

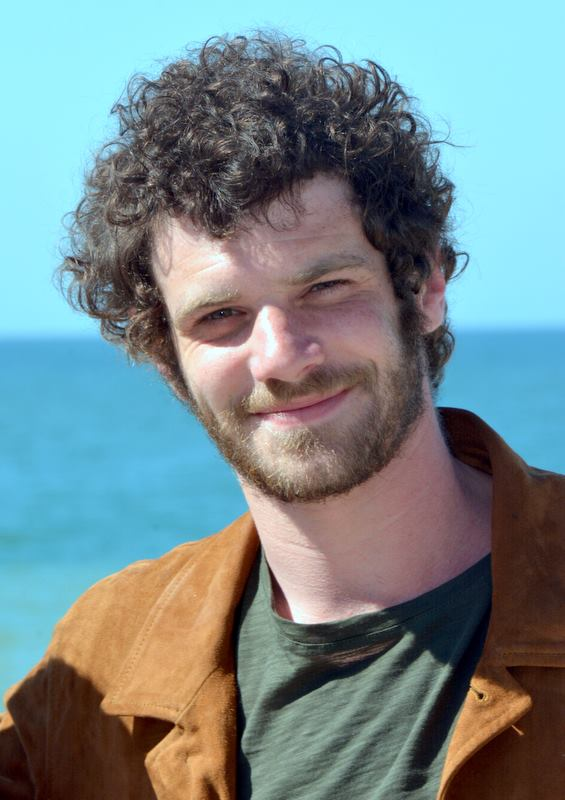
L'acteur Félix Moati, pour la présentation du film au festival de Cabourg en 2017.

- Miki Manojlović : Darius Yaghmaian
- Carl Malapa : Sinna
- Laurent Delbecque : Nicolas
- Oscar Copp : Fabrice-Farid
- Oussama Kheddam : Mustafa
- Hamidreza Djavdan : le père de Shéhérazade
- Behi Djanati Ataï : Nassime, l'amie de Mitra
- Sâm Mirhosseini : Abdoullah
- Dominic Gould : le masseur de l'aéroport
- Grégory Montel : l'agent Garnier
- Karim Belkhadra : l'imam (personnage coupé au montage ; non crédité)

## Production

### Genèse
Malgré le bon accueil de son documentaire SOS à Téhéran en 2002, Sou Abadi rencontre de nombreuses difficultés pour financer d'autres projets, échouant notamment, malgré cinq ans de travail, à produire un documentaire sur un ancien espion israélien. Pour éviter la dépression, la réalisatrice se met alors à élaborer une comédie qui s'inspire en partie de sa vie et de celle de son entourage, qu'elle commence à écrire en 2012 lorsque ressurgissent des débats sur le voile. L'idée s'inspire aussi de l'histoire de l'ancien président iranien Abolhassan Bani Sadr, qui a fui son pays en 1981 en se déguisant en femme voilée, et d'anecdotes sur des Afghans utilisant des burqas pour échapper à la surveillance des talibans. Sou Abadi cite également la comédie américaine Certains l’aiment chaud comme référence.

### Tournage
La réalisatrice Sou Abadi tourne son premier long-métrage , produit par The Film et Mars Films.
Lieux de tournage :
- Orly
- Aéroport d'Orly
- Paris
- Meudon
- Meudon la Forêt
- Montreuil

## Sortie
La bande-annonce est dévoilée le 4 mai 2017 sur YouTube.
La sortie nationale française a lieu le 28 juin 2017.

## Distinctions
Sauf indication contraire, les informations mentionnées dans cette section peuvent être confirmées par les bases de données cinématographiques IMDb et Allociné,  présentes dans la section « Liens externes ».

### Récompenses
- Biografilm Festival (en) 2017 : prix du public
- Festival du film de Sacramento (en) 2018 : prix du public

### Sélections
- Festival du film de Hambourg 2017 : en compétition pour le prix Sichtwechsel
- Festival international du premier film d'Annonay 2018 : sélection hors compétition